# 新延寿站
新延壽站（：／ Sinyeonsu yeok */?）是仁川地鐵1號線沿線的一座地下車站，位於韓國仁川廣域市延壽區延壽洞，韓語副站名是「嘉泉大學醫學院校區」（가천대학교 메디컬캠퍼스）。本站站名的設計是為了避免與水仁·盆唐線的延壽站混淆。

## 車站結構
站體為1面2線島式月台的地下車站，候車月台設有月台幕門，並有4處出口。

### 月台配置
| 仙鶴 ↑   |
| 下 上 \| |
| ↓ 源仁齋 |

| 月台 | 路線               | 目的地                                               |
| ---- | ------------------ | ---------------------------------------------------- |
| 上行 | ●仁川都市鐵道1號線 | 富平、富平區廳、橘峴、桂陽方向                       |
| 下行 | ●仁川都市鐵道1號線 | 源仁齋、仁川大學、國際業務園區、松島月光慶典公園方向 |

## 歷史
- 1999年10月6日：落成啟用。

## 車站周邊
- 大學公園
- 仙鶴中學
- 源仁齋（朝鲜语：원인재）
- 延壽區老人福祉會館
- 仁川市延壽圖書館
- 仁川郵局
- 仁川紅十字醫院
- 嘉泉大學醫學院
- 仁川延壽初等學校

## 相鄰車站
仁川交通公社
●仁川都市鐵道1號線
仙鶴（I128）－新延壽（I129）－源仁齋（I130）